# 110ª Brigata di difesa territoriale
La 110ª Brigata autonoma di difesa territoriale "Chortycja" (in ucraino 110-та окрема бригада територіальної оборони «Хортиця»?, 110-ta okrema bryhada terytorial'noї oborony «Chortycja», unità militare А7038) è la principale unità delle Forze di difesa territoriale dell'Ucraina dell'oblast' di Zaporižžja, subordinata al Comando operativo "Est" delle Forze terrestri.

## Storia
La brigata è stata creata il 17 dicembre 2018, e fra il 16 e il 25 dicembre dello stesso anno ha svolto la prima esercitazione militare, coinvolgendo oltre 2000 riservisti e 3000 volontari che hanno giurato fedeltà al popolo ucraino. Il 17 luglio è stato organizzata una giornata di addestramento al tiro.
L'unità è stata mobilitata in seguito all'invasione russa dell'Ucraina del 2022, partecipando alla difesa della linea del fronte dell'oblast' di Zaporižžja, affiancando la 102ª Brigata di difesa territoriale nell'area di Huljajpole. Ha combattuto dure battaglie nell'Ucraina meridionale, diventando nel tempo una delle più esperte ed efficaci brigate della difesa territoriale.
Nel giugno 2023 ha preso parte alla prima fase della controffensiva ucraina, venendo trasferita nel settore di Velyka Novosilka e liberando il villaggio di Novodarivka in seguito all'avanzata della 23ª e della 31ª Brigata meccanizzata, respingendo inoltre i contrattacchi russi. Ad agosto è stata la prima unità territoriale ad essere dotata di carri armati, ricevendo T-62M catturati dall'esercito russo. Il 2 ottobre 2023 la brigata ha ricevuto la bandiera di guerra da parte del comandante in capo delle Forze di difesa territoriale Ihor Tancjura.
Nel giugno 2024 è stata trasferita sul fronte di Svatove, nei pressi del villaggio di Piščane. In seguito alla conquista dell'insediamento da parte russa alla fine di agosto, è stata impiegata nella difesa del settore a est del fiume Oskol insieme alla 77ª Brigata aeromobile e alla 115ª Brigata meccanizzata dagli assalti condotti da elementi della 2ª Divisione fucilieri motorizzata e della 4ª Divisione corazzata. Il 14 luglio 2025, in occasione della Giornata della Sovranità Ucraina, la brigata è stata insignita del titolo onorifico "Chortycja" dal presidente ucraino Volodymyr Zelens'kyj.

## Struttura
- Comando di brigata[16]
- 111º Battaglione di difesa territoriale (Berdjans'k, unità militare А7277)[17]
- 112º Battaglione di difesa territoriale (Kam"janka-Dniprovs'ka, unità militare А7278)[18]
- 113º Battaglione di difesa territoriale (Enerhodar, unità militare А7279)[19]
- 114º Battaglione di difesa territoriale (Zaporižžja, unità militare А7280)[20]
- 115º Battaglione di difesa territoriale (Melitopol', unità militare А7281)[21]
- 116º Battaglione di difesa territoriale (Polohy, unità militare А7282)[22]
- Battaglione sistemi senza pilota
- Unità di supporto

## Comandanti
- Colonnello Jevhenij Ščerban' (dicembre 2018 - dicembre 2021)[23]
- Tenente colonnello Volodymyr Losjev (dicembre 2021 - febbraio 2022)[24]
- Colonnello V'jačelav Vlasenko (febbraio 2022 - aprile 2022)[25]
- Colonnello Oleksandr Ihnat'jev (aprile 2022 - dicembre 2024)[26]
- Colonnello Volodymyr Pypka (dicembre 2024 - in carica)[27]